# José Manuel López (voetballer)
José Manuel López (San Lorenzo, 6 december 2000) is een Argentijns voetballer, ook bekend onder zijn bijnaam Flaco López. 

## Clubcarrière
López startte zijn carrière op zevenjarige leeftijd bij El Progreso in Saladas. Amper zes maanden later werd hij al gescout door het grote Boca Juniors en ging hij daarvoor spelen. Op negenjarige leeftijd verkaste hij naar Independiente en bleef daar tot 2016. In 2017 maakte hij dan de overstap naar Lanús. In 2022 koos hij voor een buitenlands avontuur en tekende bij Palmeiras. Met Palmeiras won hij in 2022 en 2023 de landstitel en in 2023 de Supercopa do Brasil. Ook won hij in 2023 en 2024 de staatstitel en was hij daar in 2024 topschutter. 